# Amsterdam Tigers
Amsterdam Tigers, voorheen IJshockeyvereniging Amstel Tijgers anno 1963, is een Nederlandse ijshockeyclub uit Amsterdam. Het team, dat een zelfstandig rechtspersoon is, heeft als thuishaven de Jaap Edenbaan. 
Het profteam heeft in het verleden vanwege sponsorredenen onder verschillende namen aan de Eredivisie ijshockey deelgenomen. Zo heetten de succesteams in de periode 2002-2005 onder andere Boretti Tigers en Amsterdam Bulldogs. In het seizoen 2011/12 kwam het onder de naam "Amsterdam Capitals" uit.
In de historie heeft de club zesmaal het (lands)kampioenschap binnengesleept. De nationale beker werd zeven keer gewonnen.
Wegens geldgebrek namen de Tijgers (ook daadwerkelijk onder deze naam spelend) in het seizoen 2010/11 voor het eerst sinds jaren deel in de eerste divisie. Ook in het seizoen 2014/15 werd in deze competitie gespeeld. Tussen 2015 en 2019 speelde de club in de Bene-League alvorens opnieuw terug te keren naar de eerste divisie/Eredivisie. Deze werd in 2024 gewonnen.

## Selectie
De voormalige NHL-spelers Karl Dykhuis en Zarley Zalapski zijn in het verleden uitgekomen voor de Amstel Tijgers. Ook (voormalige) Nederlandse internationals als Marcel Kars, Mark Bultje, Tommie Hartogs en Chris Eimers kwamen ooit voor de hoofdstedelijke club uit.

## Selectie 2023-2024
| #           | Land                                              | Naam                  |
| Doel        | Doel                                              | Doel                  |
| ----------- | ------------------------------------------------- | --------------------- |
| 01          | Vlag van Nederland                                | Jaimy Missler         |
| 32          | Vlag van Nederland                                | Lars Veltman          |
| Verdediging |                                                   |                       |
| 05          | Vlag van Nederland                                | Marino Bakker         |
| 07          | Vlag van Nederland                                | Nijs Hille            |
| 14          | Vlag van Nederland · Vlag van Verenigd Koninkrijk | Malachy Conghaile     |
| 15          | Vlag van Nederland                                | Stijn Knoop           |
| 23          | Vlag van Nederland                                | Stef Overweg          |
| 25          | Vlag van Nederland                                | Jim Vorster           |
| 44          | Vlag van Duitsland                                | Tobias Kathan         |
| 46          | Vlag van Luxemburg                                | Sami Zrika            |
| Aanval      |                                                   |                       |
| 03          | Vlag van Nederland                                | Alexandar Makarin     |
| 08          | Vlag van Nederland                                | Mick Vastenhouw       |
| 09          | Vlag van Nederland                                | Rocco van Hoorn       |
| 10          | Vlag van Nederland                                | Billy Grapperhaus     |
| 13          | Vlag van Nederland                                | Jake White            |
| 17          | Vlag van Wit-Rusland                              | Alexander Karol       |
| 18          | Vlag van Nederland                                | Donny Pohlman         |
| 19          | Vlag van Nederland                                | Calvin Pohlman        |
| 24          | Vlag van Nederland                                | Ryan Kölgen           |
| 37          | Vlag van Nederland · Vlag van Verenigde Staten    | Michael Mackie-Kwist  |
| 60          | Vlag van Finland                                  | Samu Poutanen         |
| 71          | Vlag van Nederland                                | Luca van der Genugten |
| 81          | Vlag van Nederland                                | Lance van Duin        |
| 88          | Vlag van Letland                                  | Alberts Kirsons       |

Noord: Amsterdam Tigers · Hijs Hokij Den Haag · GIJS Groningen · UNIS Flyers Heerenveen · Capitals Leeuwarden · Dragons Utrecht · Zoetermeer Panters

Zuid: Yeti's Breda · Red Eagles 's-Hertogenbosch · Dordrecht Lions · Eindhoven Kemphanen · Eaters Geleen · Nijmegen Devils · Tilburg Trappers